# Канем (департамент)
Канем (араб. مقاطعة كانم‎ Muqāṭaʿâtu Kānim, фр. Kanem) — один из трёх департаментов административного региона Канем в республике Чад. Появился в октябре 2002 года после реорганизации Чада на 18 регионов и включённых в них 47 департаментов и Нджамену. 
Согласно переписи 2009 года в департаменте Канем проживают 153 176 человек (74 515 мужчин и 78 661 женщин).

## Префектуры
Департамент Канем включает в себя 4 подпрефектуры:
- Мао;
- Кекедина (Kékédina);
- Мелеа (Méléa);
- Ваджиги (Wadjigui).

## Префекты
- 9 октября 2008 года: Хайф Адам Чорома (Haïf Adoum Tchoroma)[5].